# Microtomo

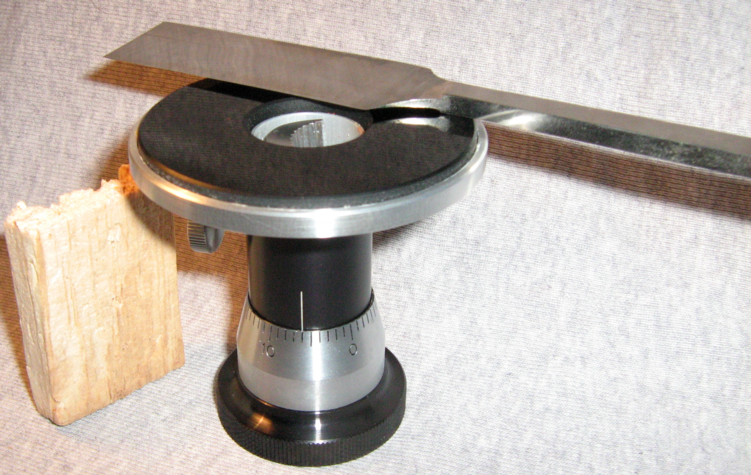
Microtomo a mano, con avanzamento micrometrico e taglio manuale, lo strumento più semplice della categoria. A sinistra si vede del midollo vegetale per inclusione

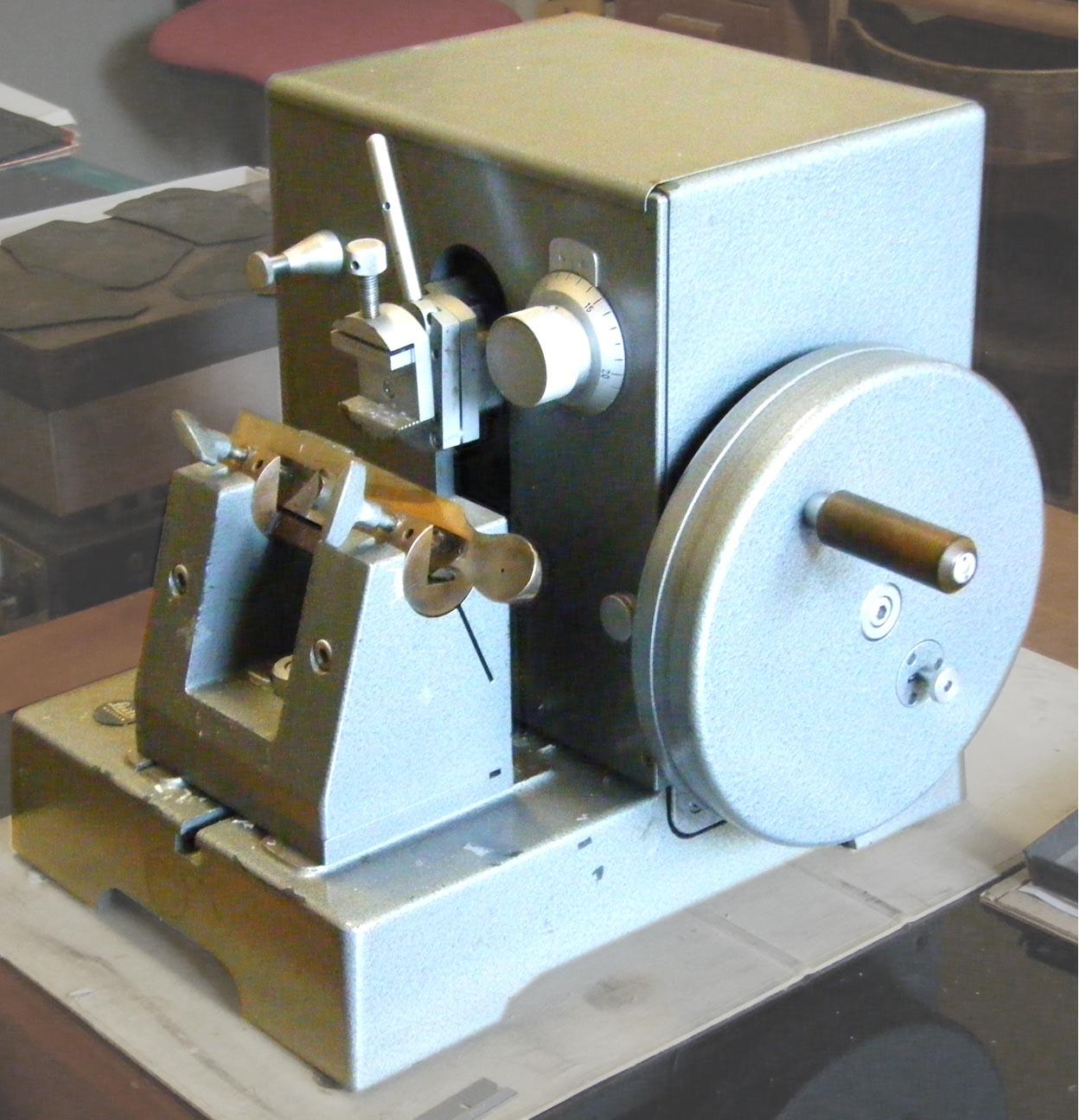
Microtomo rotativo Leitz degli anni settanta, con lama fissa ed avanzamento meccanico del campione

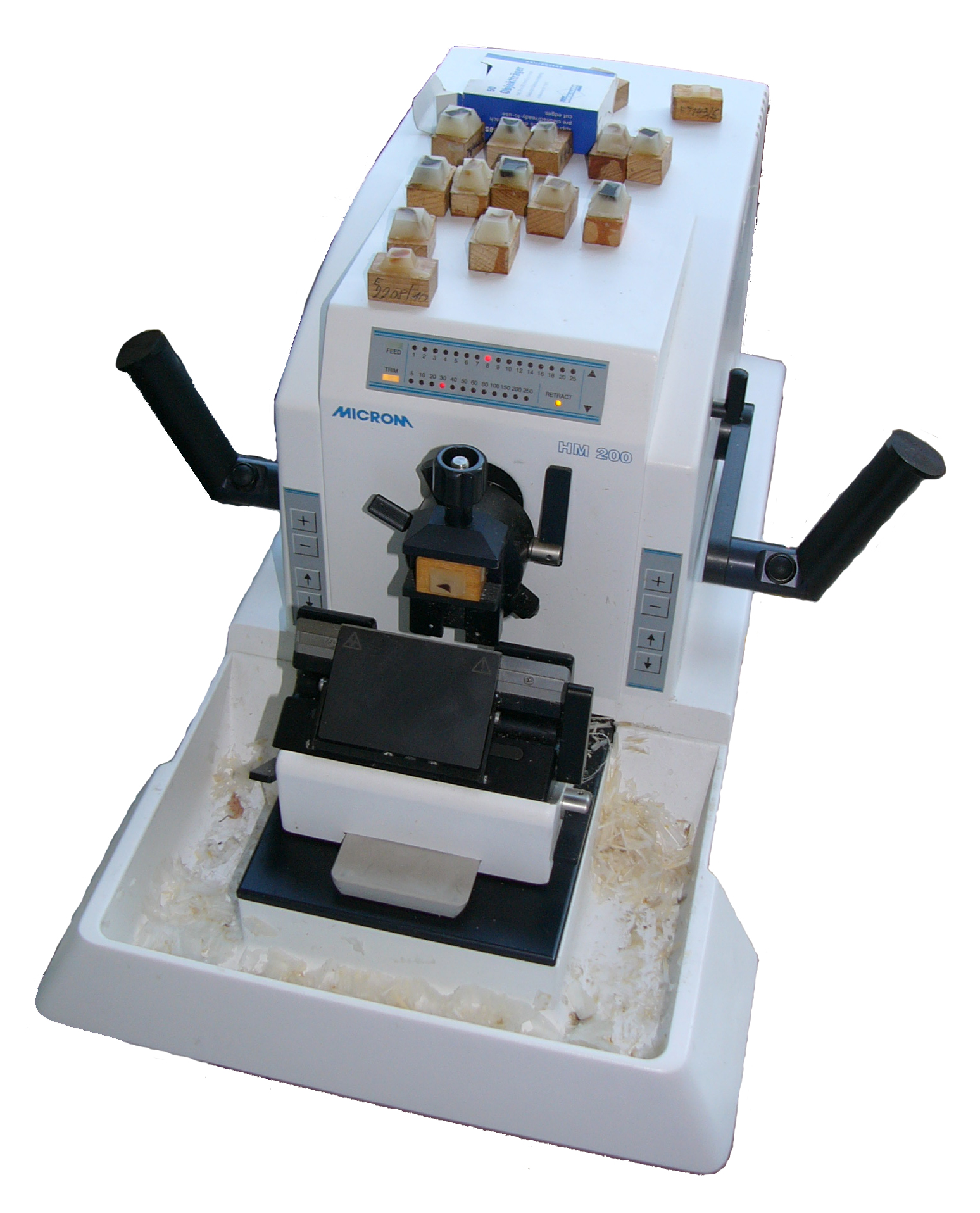
Microtomo con cuscinetti lineari e avanzamento della lama motorizzato e controllato elettronicamente

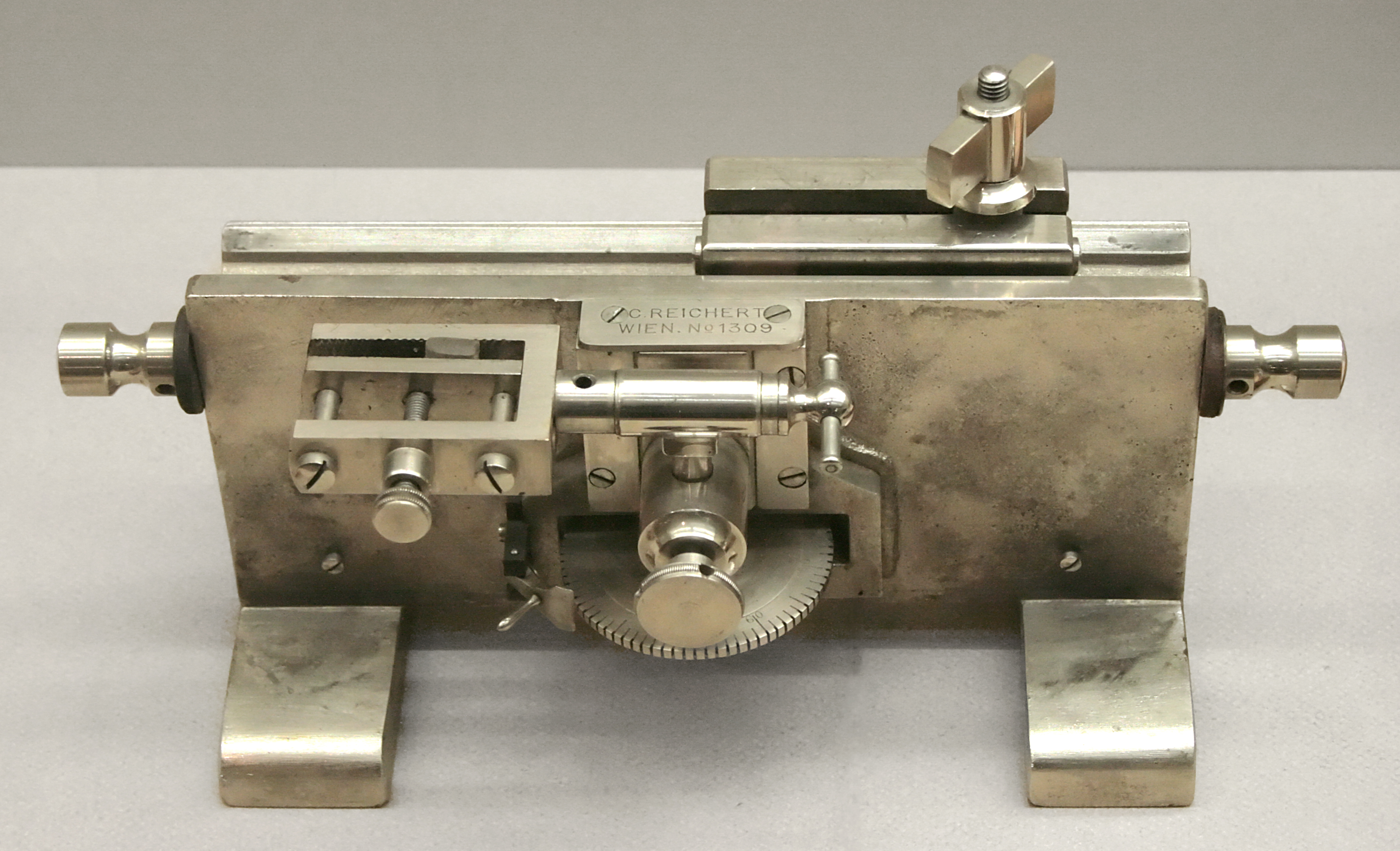
Microtomo Reichert a slitta, privo di lama, datato 1905

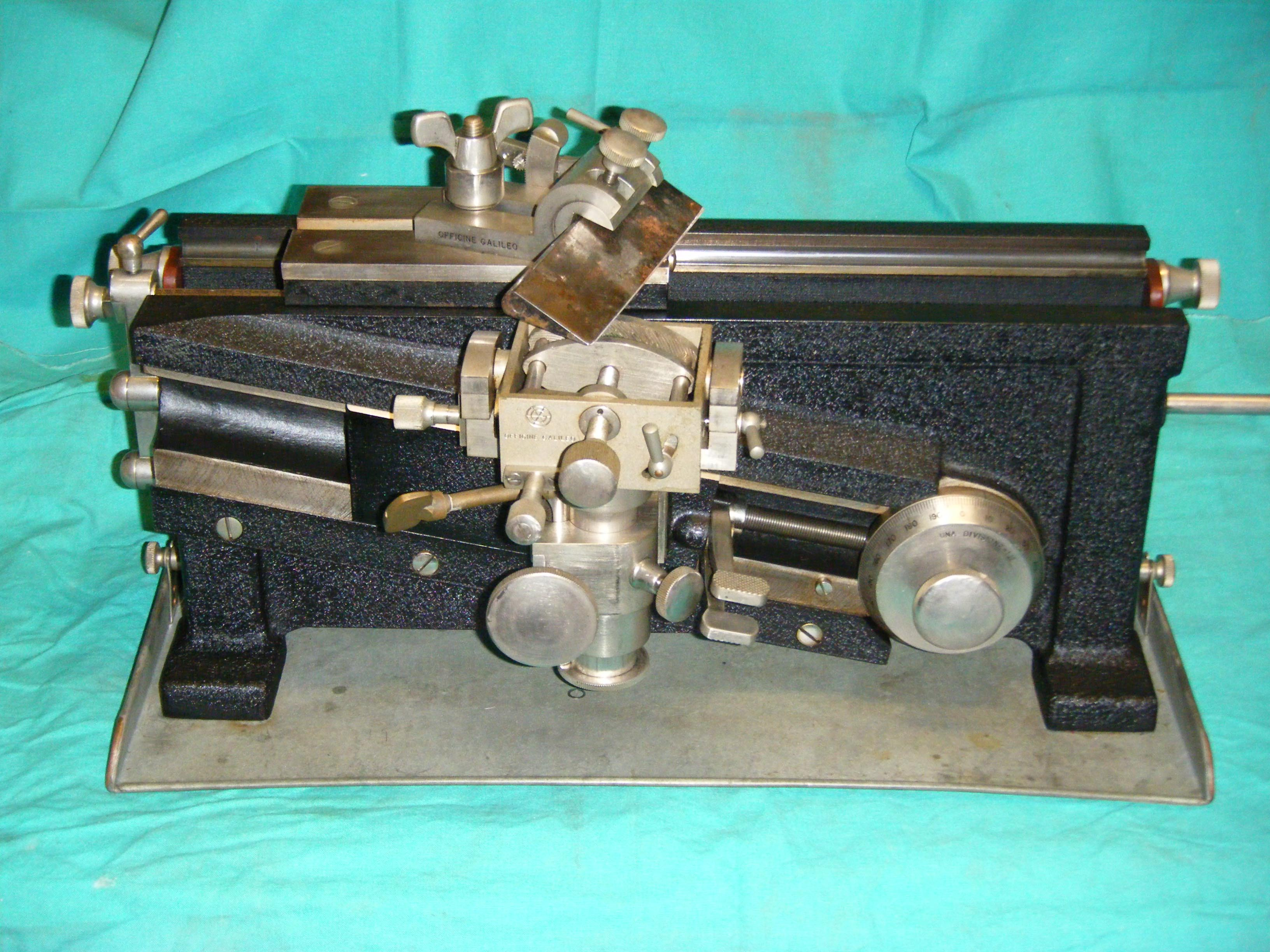
Grande microtomo a slitta delle "Officine Galileo" degli anni intorno al 1950. In alto si nota la lama (che scorre su un piano orizzontale) e, subito sotto, il portacampioni che si muove invece su di una slitta inclinata, così da alzarsi ad ogni passaggio della lama permettendo il taglio. Tali strumenti sono ancora in uso per il sezionamento di preparati di grandi dimensioni.

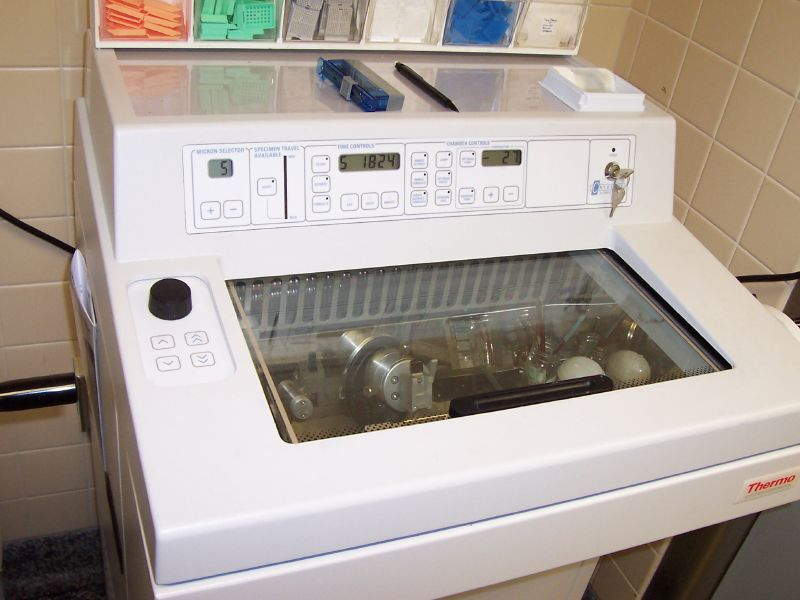
Criostato

Un micròtomo (dal greco µικρός, mikròs, «piccolo», e τόµος, tòmos, propriam. «sezione, taglio, fetta», affine a τέµνω, tèmnō, «tagliare») è uno strumento per mezzo del quale vengono realizzate sezioni istologiche di campioni di tessuto animale o vegetale come pure di altri materiali anche non biologici, per esempio sezioni sottili di rocce e ghiacci, con appositi e diversi apparati. 

## Microtomo in istologia e microscopia ottica
Il sezionamento di un tessuto è una delle procedure più importanti per lo studio istologico. Perché un tessuto sia analizzabile tramite microscopio ottico, deve essere tagliato in fette molto sottili, in modo da permettere alla luce di attraversarlo. Con un microtomo, si riescono a realizzare sezioni di meno di 10 µm di spessore, in media 4.
Esistono due tipi di macchinario per questo scopo a seconda della preparazione del tessuto: microtomo e criostato.
- Il microtomo che può essere costruttivamente rotatorio, a slitta o a cuscinetti lineari, manuale o motorizzato, è destinato a tagliare campioni precedentemente trattati e inclusi in paraffina o in resina sintetica (in genere poliestere, metacrilato o resina epossidica come l'araldite). Il processo di inclusione serve a rendere il tessuto maggiormente consistente al taglio.
- Il criostato, generalmente a meccanismo rotatorio, congela il campione di tessuto e permette in questo modo il taglio di questo in forma congelata. Gli esami di tessuti sezionati col criostato vengono usati dove una risposta istologica a scopo medico-diagnostico è necessaria entro tempi brevi (circa 30 minuti contro 1-2 giorni in paraffina) per permettere al chirurgo di definire la parte eventualmente da asportare durante il corso di un intervento.

## Microtomo in microscopia elettronica a trasmissione
Per preparare campioni destinati ad essere analizzati tramite microscopio elettronico a trasmissione (TEM), si utilizza l'ultramicrotomo, uno strumento concettualmente simile, in grado di eseguire sezioni anche più sottili (fino a poche decine di nm) in resina, previa gli usuali trattamenti di fissazione desidratazione diafanizzazione. Le sezioni vengono fatte flottare in acqua od altri liquidi, e raccolte su di una reticella metallica, eventualmente rivestita da una sottile pellicola di carbonio.

## Microtomo in botanica
In utilizzo botanico esistono anche microtomi costruttivamente più semplici, detti microtomi a mano, dove il campione viene sezionato senza essere stato incluso in alcunché, ma eventualmente inserito tra due elementi di sughero o midollo di sambuco. Raramente, ove la natura del campione lo richiede si possono utilizzare i microtomi ed ultramicrotomi istologici.

## Microtomo in geologia
In utilizzo geologico le sezioni sottili vengono esaminate al Microscopio polarizzatore. Esistono strumenti costruttivamente piuttosto differenti. Generalmente viene tagliata una sezione sensibilmente spessa, poi assottigliata tramite abrasione una volta incollata al vetrino portaoggetti.

## Tecnologia
In tutti questi strumenti generalmente il campione da sezionare viene fatto avanzare da un meccanismo micrometrico mentre la lama si muove a tagliare con le varie modalità elencate. Nei sistemi motorizzati in genere è la lama ad avanzare.
La lama può essere simile ad un rasoio a mano, intercambiabile (come un rasoio a lamette) per il taglio in paraffina, in vetro o minerale, anche in diamante per le sezioni ultrafini ed in resina, rotante, diamantata e laser, per usi petrografici e geo-paleontologici.
A seconda dello spessore e quindi dell'uso, le sezioni si classificano in: spesse, normali, semifini, ultrafini.
Recentemente, è stato commercializzato ed utilizzato (2007) un microtomo laser, operante nel vicino infrarosso, per usi biologici. 
Lo strumento, un laser a femtosecondi guidato da un sistema di scansione, distrugge termicamente un piano di circa un micrometro, permettendo di ottenere sezioni da 5 a 100 µm. Permette anche sezioni non piane, secondo superfici desiderate.
Le sezioni ottenute in tutti i casi vengono variamente trattate per evidenziare le strutture microscopiche con opportune procedure di laboratorio (eliminazione del materiale di inclusione, colorazione, rimozione di particolari micro-strutture, esecuzione di reazioni chimiche volte a rivelare particolari composti, eccetera).